# Associação Desportiva e Cultural da Correlhã
A Associação Desportiva e Cultural da Correlhã é um clube português, localizado na freguesia da Correlhã, Município de Ponte de Lima, distrito de Viana do Castelo. Atualmente a equipa de séniores encontra-se na 1° divisão distrital como os juniores, juvenis e os iniciados.

## Títulos
Taça AF Viana Castelo: (2) 2013/14 e 2024/25

## Estádio
A equipa de futebol disputa os seus jogos no Campo Municipal da Correlhã.